# Бест, Ричард Хэлси
Ричард Хэлси Бест (24 марта 1910 — 28 октября 2001) — пилот пикирующего бомбардировщика и командир эскадрильи ВМС США во время Второй мировой войны. Размещенный на авианосце USS Enterprise, Бест возглавил свою эскадрилью пикирующих бомбардировщиков в битве за Мидуэй в 1942 году, потопив два японских авианосца за один день. В том же году был уволен по медицинским показаниям из-за повреждения легких плохим кислородом во время боя.

## Ранние годы
Ричард Халси Бест родился 24 марта 1910 года в Бейонне, штат Нью-Джерси, в семье Фрэнка Эллсуорта Беста и Эуретты Л. Холси. Его дедушкой и бабушкой были Ричард Джеймс Бест и Мэри Ора Батлер из Нью-Йорка, а также Уильям Х. Хэлси и Густа Лав из Нью-Джерси. Ричард женился на Дорис Авис Альбро 24 июня 1932 года в Вашингтоне, округ Колумбия.

## Ранняя карьера (1928—1941)

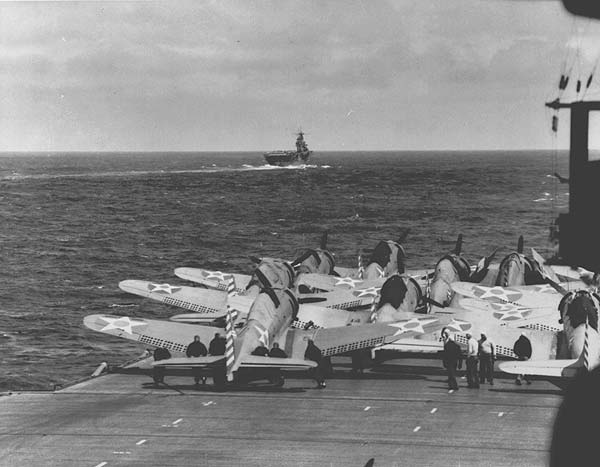
SBD-2 на Энтерпрайзе, апрель 1942 года, на заднем плане Хорнет

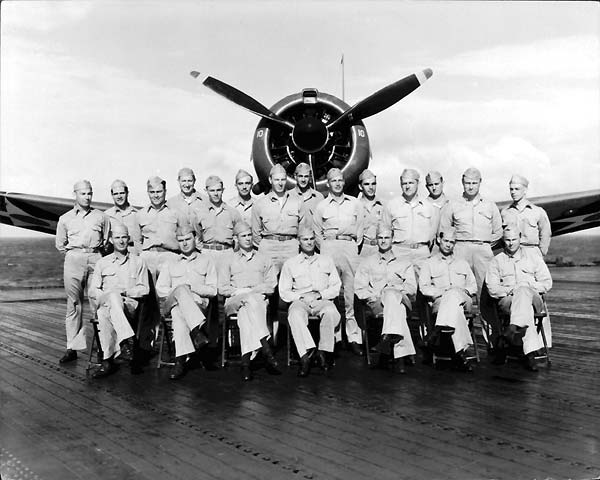
Пилоты VB-6 в январе 1942 года: Бест сидит третьим слева.

Ричард Х. Бест был назначен в Военно-морскую академию США (USNA) в 1928 году. Окончив её с отличием в 1932 году, он два года прослужил на борту легкого крейсера USS Richmond. В 1934 году он был переведен на военно-морскую авиабазу Пенсакола, штат Флорида, в качестве студента морской авиации. В декабре 1935 года он завершил свою летную подготовку. Его первым назначением была вторая боевая эскадрилья (VF-2B) на борту авианосца USS Lexington, тогда он летал на Grumman F2F .
В июне 1938 года Бесту был предоставлен выбор: либо присоединиться к патрульной эскадрилье в Панаме или на Гавайях, либо стать летным инструктором в Пенсаколе: он выбрал Пенсаколу и был назначен инструктором пятой учебной эскадрильи. Предвидя то, что, вероятно, произойдет, после года и нескольких месяцев инструктажа Бест решил, что он может быть наиболее полезен в качестве пилота пикирующего бомбардировщика. Он обратился с просьбой о переводе на Тихоокеанский флот в этом качестве.
31 мая 1940 года Бест получил приказ присоединиться к шестой бомбардировочной эскадрилье (VB-6), которая была приписана к авианосцу USS Enterprise. По прибытии 10 июня на базу эскадрильи на авиабазе Норт-Айленд, штат Калифорния, Бест был назначен летным офицером (офицером по операциям) эскадрильи, бывшим третьим в команде. К началу 1942 года, после того как началась война в Тихом океане, он стал старшим офицером (XO), стандартным военно-морским термином для заместителя командира, под руководством своего близкого друга и однокурсника USNA Уильяма Холлингсворта, известного как «Холли». Впоследствии Бест стал командиром эскадрильи к битве за Мидуэй.

## Война на Тихом океане (1941—1944)
7 декабря 1941 года Бест находился на борту «Энтерпрайза», ожидая его возвращения в порт, когда он узнал (вместе с большей частью VB-6), что несколько его товарищей по отряду участвовали в нападении японцев на Перл-Харбор. В тот вечер он участвовал в первой за всю войну операции «Энтерпрайз» в качестве одного из шести SBD с генераторами дыма. Его группе было поручено прикрыть торпедоносцы лейтенанта Юджина Линдси, если они обнаружат японские авианосцы. Однако удар ничего не дал, и группа Беста вернулась на «Энтерпрайз» без происшествий, хотя позже он назвал полученную ночную посадку «худшей из … [его] 330 посадок на авианосец».
Бест увидел свой первый настоящий бой 1 февраля 1942 года, нанес два удара по Маршалловым островам. На рассвете он возглавил вторую дивизию VB-6 в рамках полномасштабного удара по японскому судоходству у Кваджалейна. До полудня он возглавил восемь SBD с VB-6 и один с VS-6, чтобы атаковать остров Тароа, атолл Малоэлап, миссия, которая стоила ему одного самолёта. 24 февраля 1942 года Бест принял участие в атаке Энтерпрайз — Айленда на остров Уэйк, а 4 марта был атакован остров Маркус. После этих набегов «Энтерпрайз» вернулся в Перл-Харбор и сопровождал военный корабль США «Хорнет» во время рейда Дулиттл в середине апреля. Оба авианосца затем устремились на юг, но опоздали, чтобы принять участие в битве в Коралловом море. Оба авианосца и их родственный корабль USS Yorktown были отозваны для участия в битве за Мидуэй.

### Битва за Мидуэй
После сообщений о контакте с базирующегося на Мидуэе патрульного самолёта PBY Catalina утром 4 июня 1942 года «Энтерпрайз» начал запуск своей авиагруппы, начиная с 07:06. Под общим командованием командира авиагруппы (CEAG) подполковник Уэйд МакКласки был 14 торпедоносцами TBD-1 Devastator из 6-й эскадрильи торпед (VT-6), 34 SBD из VB-6 и VS-6 и десять истребителей F4F-4 Wildcat из 6-й боевой эскадрильи (VF-6). Однако эскадрильи разделились и достигли японцев самостоятельно. Только пикирующие бомбардировщики держались вместе и к 09:55 достигли японцев. Примерно в 10:22 пикирующие бомбардировщики «Энтерпрайз» (за вычетом трех вылетевших из-за неисправности двигателя) начали атаковать два ближайших японских авианосца, Kaga и Akagi.

#### ПотоплениеАкаги
В этот момент атака была сбита с толку, так как все 31 оставшийся Даунтлесс двинулись, чтобы атаковать Кагу . Согласно доктрине пикирующих бомбардировщиков США, наиболее ожидаемой для атаки, в которой говорилось, что отстающая эскадрилья (VB-6) будет атаковать более близкую цель (в данном случае Kaga), в то время как ведущая эскадрилья (VS-6) возьмет на себя дальнюю из двух (здесь Акаги). Однако МакКласки, который до того, как стать CEAG, был летчиком-истребителем, очевидно, не знал об этом и решил вести VS-6 против Каги. Когда ведущая эскадрилья пролетела мимо него, Бест понял, что происходит, и остановился, чтобы атаковать Акаги. Однако большая часть VB-6 пропустила его сигнал об отмене и продолжила свое пикирование на Кагу. Оставшись только с двумя ведомыми, у Беста теперь было всего три самолёта, чтобы атаковать Акаги

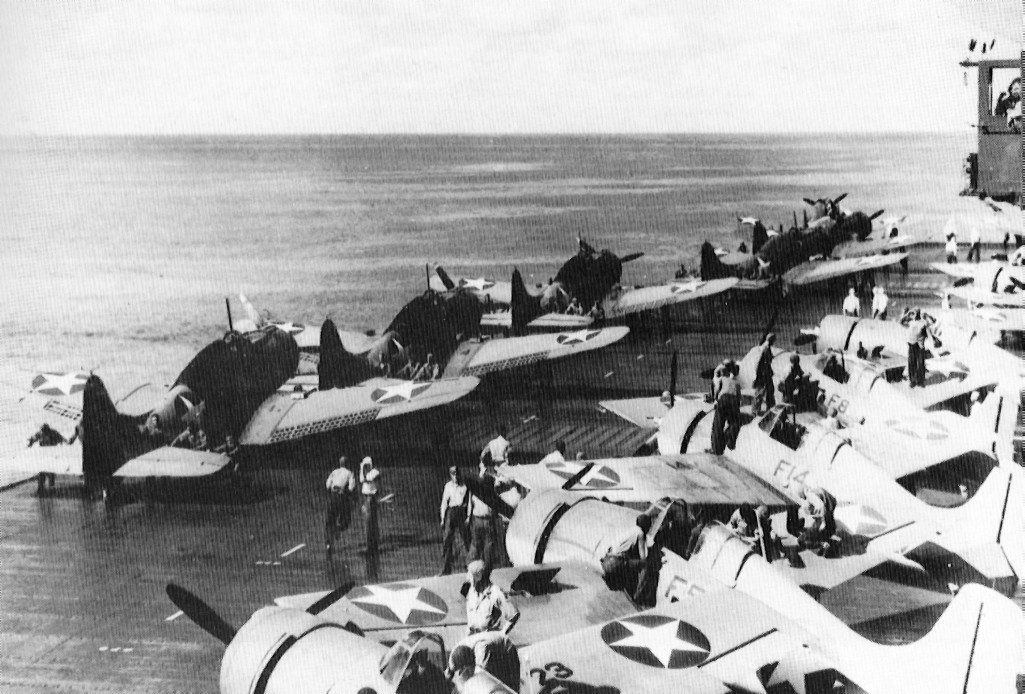
Летная палуба авианосца « Энтерпрайз» 15 мая 1942 года: первый SBD — это либо «Бест» («B-1»), либо командир корабля VS-6 («S-1»).

Три SBD Беста начали атаку в 10.26 утра. Первая бомба, сброшенная лейтенантом Эдвином Джоном Крегером, упала в воду напротив мостика авианосца. Вторая бомба, сброшенная Бестом, пробила кабину экипажа и взорвалась в верхнем ангаре, среди 18 самолётов Nakajima B5N2, припаркованных там. Третья бомба, сброшенная прапорщиком Фредериком Томасом Вебером, взорвалась в воде, недалеко от кормы . Хотя в «Акаги» попала только бомба Беста, которая воспламенила топливо и боеприпасы в тесной ангарной палубе, этого было достаточно, чтобы обречь на гибель японский флагман.

#### ПотоплениеХирю

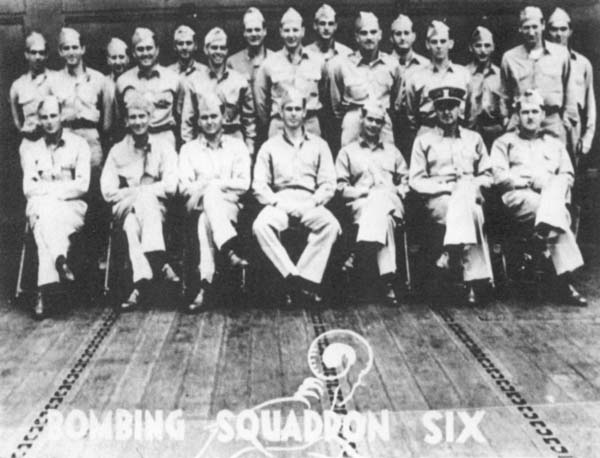
Групповое фото пилотов американских пикирующих бомбардировщиков VB-6 с Энтерпрайза, трое из которых смертельно повредили Акаги. Бест сидит в центре первого ряда. Двое других, атаковавших Акаги с Бестом, были Эдвин Дж. Крегер (стоит восьмой слева) и Фредерик Т. Вебер (стоит шестой справа).

Позже в тот же день Бест участвовал в нападении на последний оставшийся японский авианосец, Хирю , возможно, совершив одно из четырёх попаданий, которые потопили его. Стрелок Беста, Джеймс Фрэнсис Мюррей, считал, что он «видел вспышку бомбы [Беста] сквозь дым, когда она ударила [Хирю] по центру корабля перед островом». После битвы Бест был награждён Военно-морским крестом и Крестом лётных заслуг. В Citation говорится, что «бросая вызов чрезвычайной опасности, создаваемой концентрированным зенитным огнем и мощным противодействием истребителей, лейтенант-коммандер Бест с смелой решимостью и мужественным рвением возглавил свою эскадрилью бомбардировочными бомбардировками японских военно-морских сил. Полёт на расстоянии от своих сил, что делало возвращение маловероятным из-за вероятного истощения топлива, он продолжал свои атаки, крайне не заботясь о собственной безопасности. Его храброе мужество и верная преданность долгу в значительной степени способствовали успеху наших войск и соответствовали высшим традициям Военно-морская служба США». По словам Стивена Л. Мура, Бест, возможно, был «первым пилотом, успешно бомбившим два японских авианосца за один день». Принимая во внимание это уникальное достижение, адмирал Томас Мурер и вице-адмирал Уильям Д. Хаузер предприняли серьёзные, но безуспешные усилия, чтобы рекомендовать наградить Беста Медалью Почëта после его смерти в 2001 году.

### Медицинский выход на пенсию
4 июня 1942 года был последним днем, когда Бест летал в ВМС США. Сразу после того, как Бест приземлился на «Энтерпрайз» , он начал кашлять кровью. В течение следующих двадцати четырёх часов кровохарканье продолжалось. Он заболел остро, температура достигла 39 ° C (103 ° F), и его поместили в больницу Перл-Харбора.
Вернувшись в Перл-Харбор, Бест был осмотрен летным хирургом. Во время утреннего полета 4 июня на высоте 20 000 футов (6 100 м) несколько пилотов VB-6 столкнулись с проблемами с подачей кислорода, поэтому Бест приказал снизить высоту до 15 000 футов (4600 м). Кислородный ребризер SBD Беста нагрелся во время необычно долгих поисков во время утренней миссии 4 июня. Материал, используемый в ребризере для удаления выдыхаемого углекислого газа, представлял собой гидроксид натрия . Если устройство, содержащее этот материал, было ненормально нагрето, оно могло выделять пары едкого натра через кислородную маску пилота; следовательно, Бест вдыхал едкие пары. Когда-то в прошлом Бест заразился латентным туберкулезом, который в течение многих лет оставался в его легких в неактивном состоянии. Вдыхаемые едкие пары вызвали аспирационную пневмонию и разрушили туберкулезную гранулему, преобразовав неактивную форму организма в активную, что привело к прогрессированию латентной инфекции туберкулеза в заболевание туберкулезом.
Бест был переведен из больницы Перл-Харбора в больницу общего профиля Фицсимонс в Авроре, штат Колорадо, где он получил надлежащее лечение от туберкулеза. Бест находился в госпитале Фитцсаймонса до сентября 1943 года. Он ушёл из ВМС США в 1944 году со стопроцентной инвалидностью.

## Гражданская жизнь (1944—2001)
После ухода из военно-морского флота Бест переехал в Санта-Монику, штат Калифорния, где прожил всю оставшуюся жизнь. После выписки из больницы Бест работал в небольшом исследовательском подразделении Douglas Aircraft Corporation. Это подразделение стало частью Rand Corporation в декабре 1948 года, где Бест возглавлял отдел безопасности до своего выхода на пенсию в марте 1975 года. Бест написал предисловие к руководству по видеоигре-симулятору полета Battlehawks 1942, выпущенной в 1988 году компанией LucasFilm Games. Он умер 28 октября 2001 года и был похоронен на Арлингтонском национальном кладбище. Бест был женат и имел дочь (Барбара Энн Ллевеллин), сына (Ричард Хэлси Бест II), внука и падчерицу (Эми Бест). Бесту на момент смерти был 91 год.

## В современной культуре
Бест был показан в фильме Мидуэй (2019)